# Danaikanahalli, Belur
Danaikanahalli là một làng thuộc tehsil Belur, huyện Hassan, bang Karnataka, Ấn Độ.